# Friedrich Buchardt
Friedrich Buchardt, född 17 mars 1909 i Riga, död 20 december 1982 i Nußloch, var en balttysk promoverad jurist och SS-Obersturmbannführer (1944). Han var 1943 befälhavare för Einsatzkommando 9 inom Einsatzgruppe B, en av de nazityska "insatsstyrkor" som hade till uppgift att mörda judar, romer och politruker.

## Biografi
Buchardt disputerade 1932 på avhandlingen Das Recht der nationalen Minderheiten Lettlands in seiner völkerrechtlichen, staatsrechtlichen und verwaltungsrechtlichen Bedeutung vid Jenas universitet. 
I januari 1943 efterträdde Buchardt Obersturmbannführer Wilhelm Wiebens som befälhavare för Einsatzkommando 9, som i huvudsak opererade i Vitryssland. Einsatzkommando 9 mördade 41 340 personer mellan 1941 och 1944.
Efter andra världskriget var Buchardt VD för Bau-Finanz-GmbH i Mannheim. Under 1950-talet engagerade sig Buchardt i GB/BHE för vars räkning han kandiderade i förbundsdagsvalet 1953, dock utan framgång.